# Pardosa alacris
Pardosa alacris là một loài nhện trong họ Lycosidae.
Loài này thuộc chi Pardosa. Pardosa alacris được Carl Ludwig Koch miêu tả năm 1833.